# Siarkowanie wina
Siarkowanie wina (sulfitacja) – jeden z etapów produkcji wina, polega na dodaniu do wina związków siarki na stopniu utlenienia IV, by zapobiec zepsuciu, dzięki właściwościom przeciwutleniającym i konserwującym.
Siarka(IV) może być dodana w postaci rodzimej, gazowej (SO2), jako roztwór (H2SO3) lub jako sól w formie tabletek (np. K2S2O5). Tradycyjnie siarkowano beczki w których miało leżakować wino przed ich napełnieniem. Współcześnie siarkuje się nie beczki, ale samo wino, w trzech fazach produkcji: przed rozpoczęciem procesu fermentacji, kiedy wino jest jeszcze w fazie moszczu, po zakończonym procesie fermentacji oraz przed samym butelkowaniem. Siarkowanie moszczu powoduje zahamowanie rozwoju niepożądanych mikroorganizmów, siarkowanie po zakończeniu fermentacji neutralizuje aldehyd octowy, siarkowanie przed butelkowaniem służy do przedłużenia żywotności wina w butelce. Na tym ostatnim etapie alternatywą jest dodatek kwasu askorbinowego. Ograniczeniu siarkowania moszczu służy sprawny transport zebranych gron, ograniczający możliwość ich utleniania.
Siarka zawarta w winie dzielona jest na siarkę związaną i wolną; w gotowym winie siarka wolna stanowi ok. 80%, a związana pozostałe 20%. Związana – to siarka, która weszła w reakcje chemiczne i nie jest ona odbierana smakowo ani zapachowo, nie jest także szkodliwa dla zdrowia. Obecność siarki wolnej jako siarczynu może być odczuwana i jeżeli jest jej za dużo, to można wyczuć jej charakterystyczny zapach i w przypadku zbyt dużych dawek może nawet wywołać komplikacje zdrowotne. W przypadku dolegliwości występujących u niektórych osób po spożyciu wina ma to jednak zazwyczaj związek ze spożyciem zbyt dużych ilości alkoholu, a nie z obecnością siarki.
Białe wino wymaga z reguły większego siarkowania od czerwonego, co znajduje również swoje odzwierciedlenie w dopuszczalnych normach zawartości. Wina butelkowane bez dodatku siarki szybko tracą smak i nie nadają się do dłuższego przechowywania. Wina przesiarkowane są trudne do uratowania, gdyż w reakcji chemicznej powstają tiole, dominujące w bukiecie.